# Снежна краљица: Свет огледала
Снежна краљица: Свет огледала (рус. Снежная Королева: Зазеркалье) је руски 3Д авантуристички дечји филм из 2018. који су написали Андреј Коренков, Роберт Ленс, Владимир Николајев и Алексеј Замислов, а режирао Роберт Ленс. Wizart Animation га је дизајнирао док су га Борис Машковцев, Јуриј Москвин, Владимир Николајев, Павел Степанов и Вадим Верешчагин продуцирали. Гласове су позајмили Лина Иванова, Николај Бистров, Филип Лебедев, Владимир Зајцев, Ирина Безрукова, Надежда Ангарска, Всеволод Кузњецов, Олга Зупкова иНикита Прозоровски.
По први пут у историји руске анимације, филм је корежирао холивудски аниматор. Снежна краљица: Свет огледала је наставак Снежне краљице 3: Ватра и лед. Као и претходни делови, филм је инспирисан истоименом бајком из 1844. године. Премијерно је приказан у биоскопима у Русији и Заједници независних држава 1. јануара 2019. и на филмским фестивалима као што је Кански филмски фестивал. Углавном је добио позитивне критике, а неке указују да је филм сличан причама руског аутора Михаила Булгакова.

## Радња
Герда је поново са родитељима и братом са којима се сели у провинцију којом влада краљ Харалд. У породици професионалних мађионичара само Герда нема способност да се бави магијом, међутим, породица је задовољна продајом првокласних магичних дрангулија. Једног дана долази старица да купи неку ситницу у њиховој радњи али због мале пензије не може себи то да приушти па јој је Герда поклања. Расписан је нови конкурс на двору за породице међу којима је и и Гердина за позицију дворског мађионичара. Герда је једина која остаје код куће одговорна да чува ствари у продавници. Краљ Харалд је заговорник техничког напретка, прави машине и роботе и одлучује да протера све мађионичаре из царстава јер је скоро изгубио породицу због претходних дела Снежне краљице. Као репарацију, Харалд издаје нови декрет да ће производи научника, инжењера и проналазача бити стандард, док ће амајлије, напици и талисмани мађионичара бити одбачени или чак забрањени тако што све становнике који поседују магију зароби у Свет огледала. Након тога Герда сазнаје зашто сви мађионичари нестају у палати и преузима мистерију у своје руке, али је убрзо ухапшена. У међувремену се одржава састанак у Свету огледала за све поседнике магије и Гердини родитељи верују да их само ћерка може спасити. Путују у замак Снежне краљице где она игра шах и помирују све своје досадашње размирице и праве план акције тако да Герди помогну тролови, пирати, па чак и сама Снежна краљица. Ролан, носилац ватре, се враћа из претходног дела како би помогао у спасавању мађионичара.

## Улоге
| Глумац             | Улога          |
| ------------------ | -------------- |
| Лина Иванова       | Герда          |
| Николај Бистров    | Гердин брат    |
| Филип Лебедев      | Ролан          |
| Владимир Зајцев    | Краљ Харалд    |
| Ирина Безрукова    | Уна            |
| Всеволод Кузњецов  | Краљ тролова   |
| Олга Зупкова       | Снежна краљица |
| Никита Прозоровски | Адмирал        |